# 上司のアソコはXLサイズ!?〜太い先っぽ…入ってる…!
『上司のアソコはXLサイズ!?〜太い先っぽ…入ってる…！』は、可児いとうによる日本の漫画作品。2018年5月28日から2021年8月21日までComicFestaほかにて電子コミックとして連載された。

## あらすじ
金欠のOL・渡瀬咲は報酬につられ、XLサイズのコンドームのモニターになってしまう。飲み会の帰りに上司・須藤圭介にコンドームを見られてしまい、須藤の男性器がXLサイズであったことから、性行為を行い、コンドームを使い切ることになる。

## 登場人物
声は特記無き場合通常版 / 完全版の声優。
須藤 圭介（すどう けいすけ）
声 - 石谷春貴 / 河村眞人（完全版、ドラマCD）
咲の上司。真面目で厳しく仕事面では優秀。サイズがXLだった事からXLレビューに協力する。
渡瀬 咲（わたせ さき）
声 - 井澤詩織 / 春乃いろは
本作の主人公。圭介と同じ会社に勤めるOLだが、当初は彼の口煩さを苦手にしていた。いつも金欠で極貧生活を送っているため、友人から紹介されたXLサイズのコンドームの副業に飛びつくも、彼氏がいなかったため困惑していた矢先に須藤と成り行きで関係を持つ羽目になる。
成田 陸（なりた りく）
声 - 汐谷文康 / 谷根千
XL座談会で出会ったチャラ男。女癖が悪く狙った獲物は逃さない。

## 書誌情報
- 可児いとう『上司のアソコはXLサイズ!?〜太い先っぽ…入ってる…！』彗星社〈Clair TL Comics〉、全5巻
  1. 2019年4月18日発売[2]、ISBN 978-4-434-25707-0
  2. 2019年10月18日発売[3]、ISBN 978-4-434-26406-1
  3. 2020年10月18日発売[4]、ISBN 978-4-434-27843-3
  4. 2021年6月18日発売[5]、ISBN 978-4-434-28705-3
  5. 2021年12月18日発売[6]、ISBN 978-4-434-29438-9

## ドラマCD
シチュエーションCDが、2019年12月25日に彗星社より発売された。

## テレビアニメ
『XL上司。』のタイトルで、2019年10月から11月までTOKYO MXにて5分間のショートアニメとして放送された。全8話。他のComicFestaアニメと同様に、通常版と年齢制限のある完全版が存在し、完全版はアニメZone独占配信となる。

### スタッフ
- 原作 - 可児いとう
- 監督・絵コンテ・演出 - 熨斗谷充孝
- シリーズ構成・脚本 - 戸田和裕
- キャラクターデザイン・総作画監督 - ななし
- 色彩設計 - アノヒト
- 美術監督・美術設定 - 池田勉
- 撮影監督 - 山本耕平
- 編集 - セリエ＠G
- 音響監督 - えのもとたかひろ
- 音響制作 - スタジオマウス
- プロデューサー - 平岡明星、どやりん坊
- アニメーションプロデューサー - RiKi、TETSU
- アニメーション制作 - マジックバス
- 制作 - ピカンテサーカス
- 製作著作 - 彗星社

### 主題歌
「XL BO$$」
作詞は火ノ岡レイ、作曲・編曲は森田交一、歌は須藤圭介（通常版 - 石谷春貴 / 完全版 -河村眞人）。

### 各話リスト
| 話数  | サブタイトル                            | 作画監督        |
| ----- | --------------------------------------- | --------------- |
| 第1話 | お前が探してるのは…コレだろ？           | ななし たまねぎ |
| 第2話 | 覚悟しておけと…言っただろ。             | ななし たまねぎ |
| 第3話 | お前を満足させてやる自信があるからな。  | ななし たまねぎ |
| 第4話 | 他の男が…お前に触れるのは嫌だ。         | ななし たまねぎ |
| 第5話 | 俺を興奮させたかったのか？              | ななし たまねぎ |
| 第6話 | お前の心と身体を…ほぐさせてくれ。       | ななし たまねぎ |
| 第7話 | 俺はもう…不要だと言いたいのか？         | ななし たまねぎ |
| 第8話 | 俺のはち切れそうな想い…受け止めてくれ。 | ななし たまねぎ |

### 放送局
| 放送期間                 | 放送時間                     | 放送局   | 対象地域 | 備考 |
| ------------------------ | ---------------------------- | -------- | -------- | ---- |
| 2019年10月7日 - 11月25日 | 月曜 1:00 - 1:05（日曜深夜） | TOKYO MX | 東京都   |      |

インターネットではYouTube、ニコニコ動画、dアニメストアにて通常版が配信され、ComicFestaアニメでは月曜0時より、年齢制限のある完全版も含めて配信される。
| TOKYO MX 月曜 1:00 - 1:05（日曜深夜） 枠 | TOKYO MX 月曜 1:00 - 1:05（日曜深夜） 枠 | TOKYO MX 月曜 1:00 - 1:05（日曜深夜） 枠 |
| 前番組                                   | 番組名                                   | 次番組                                   |
| ---------------------------------------- | ---------------------------------------- | ---------------------------------------- |
| 指先から本気の熱情-幼なじみは消防士-     | XL上司。                                 | おーばーふろぉ                           |